# Metalimnobia (Metalimnobia) mendax
Metalimnobia (Metalimnobia) mendax is een tweevleugelige uit de familie steltmuggen (Limoniidae). De soort komt voor in het Palearctisch gebied.